# Festival de robotique
 (avril 2016).
Le Festival de Robotique se tenait chaque année entre 2008 et 2013 sur le campus de l'EPFL à Lausanne (Suisse). Ce festival, dont l'entrée est gratuite, propose des expositions, des spectacles et des ateliers en lien avec la robotique. Cette manifestation, créée par Francesco Mondada, a pour objectif de faire la promotion des sciences et des techniques en général.

## Concept
Les robots sont pour le grand public des objets aux compétences à la fois fascinantes et inquiétantes. Ils sont d’ailleurs des sujets régulièrement repris que ce soit par la littérature, le cinéma ou même les journaux qui donnent bien souvent une image biaisée de ces machines. Le Festival de Robotique tire parti de cet engouement général afin de faire découvrir sous un nouveau jour les sciences et la technologie aux adultes et aux jeunes. Pendant une journée, le grand public a la possibilité de découvrir ce qu’est un robot et les multiples facettes de la robotique. Nous n’hésitons pas à collaborer avec des spécialistes d’autres domaines afin de proposer une réflexion aussi large que possible sur la robotique et la technologie. L’objectif est que les visiteurs repartent avec une image plus concrète de la technologie et l’envie d’en savoir plus.

## Structure
Le Festival de robotique se compose de trois types d'activités différentes :
1. Les expositions : Au détour de chaque stand, les visiteurs ont la possibilité d’observer, de toucher voire de manipuler un robot. En effet, tous les stands d’exposition sont construits de manière didactique et interactive. L’objectif est de favoriser les échanges entre le public et les concepteurs de robots.
2. Les spectacles : Que ce soit grâce à un robot humanoïde, un show de bras robotisés ou un concours de robots, nous voulons que les spectateurs découvrent un aspect plus ludique ou artistique de la technologie.
3. Les ateliers : Les ateliers peuvent avoir une durée de 15 minutes à 2 heures et sont destinés à des jeunes de 4 à 16 ans. Les enfants peuvent construire, souder, bricoler ou programmer un robot. Le fait de pouvoir participer à l’élaboration d’un robot (qui peut dans la majorité des ateliers être emporté à la maison) stimule et encourage les jeunes à s’intéresser aux sciences techniques.

## Édition 2012
2012Le robot AirJelly, un robot volant, est annoncé comme la grande star. Exceptionnellement, le festival accueille SwissEurobot, la coupe robotique suisse. L'idée du cadeau gratuit sous pré-inscription sur le site web est reconduite, les « picobots » prendront donc la place des « superpattt ». Le Picobot est un robot composé de dix pièces de construction que les visiteurs pourront assembler sur place et emporter avec eux. Les organisateurs ont mis en place deux types d'activités (créations et défis) afin de mettre en valeur les Picobots des visiteurs.

## Historique

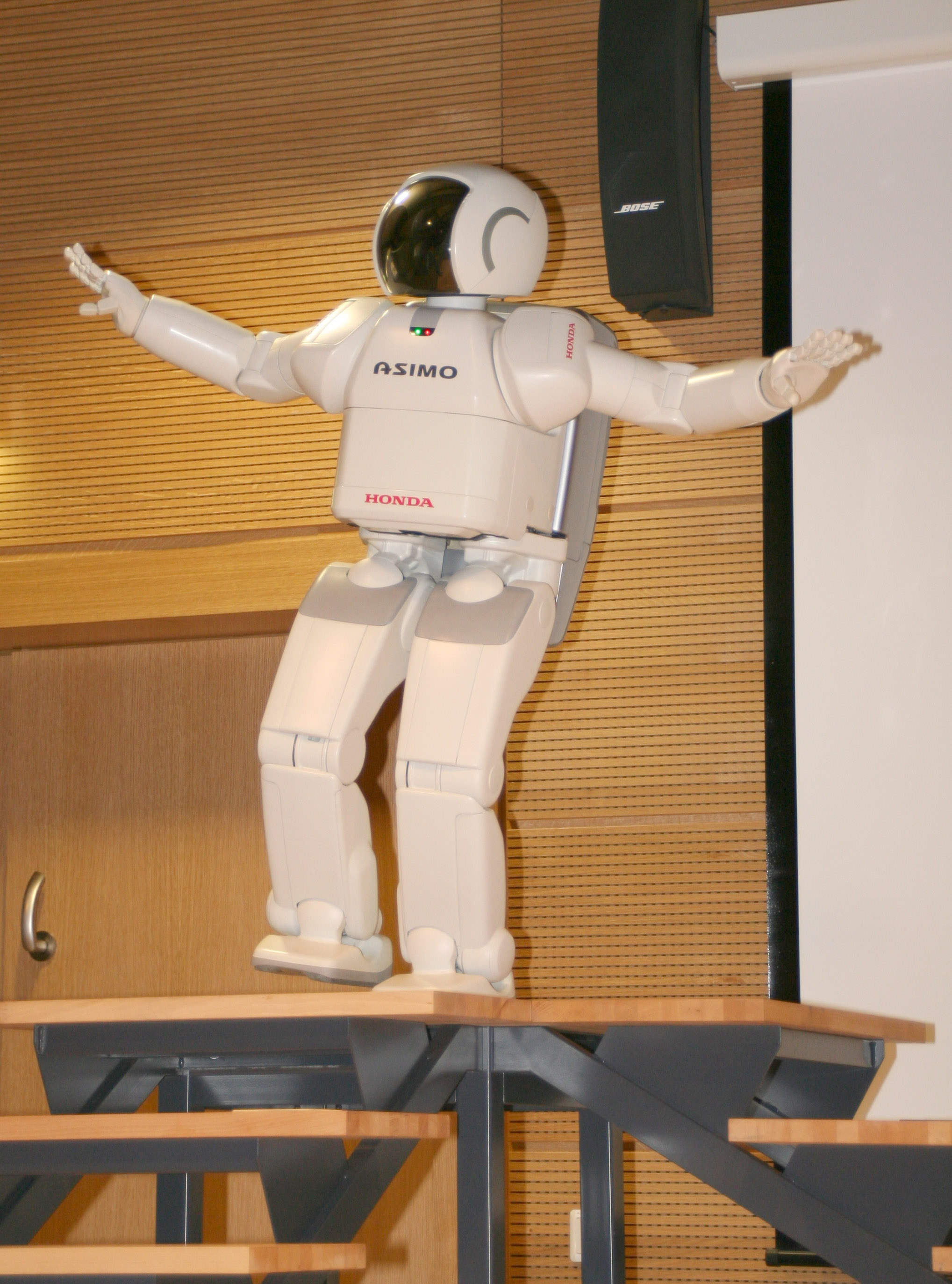
right Robot ASIMO sur un escalier (octobre 2005)

2008malgré une absence quasi totale de communication sur l'événement, le festival accueille 3 000 visiteurs qui ont pu découvrir 4 conférences, 2 concours de robots, 8 stands d'expositions et 12 ateliers.
2009Le festival accueille 8 000 visiteurs. Il propose 4 conférences, 2 concours de robots, 19 stands d'expositions et 12 ateliers.
2010Le festival de robotique a lieu pendant les portes ouvertes de l'EPFL. Exceptionnellement, il a lieu sur 2 jours (samedi et dimanche). Il n'y a eu qu'un petit concours de robot où 3 équipes avaient pour mission de concevoir un robot qui pouvaient ramasser des pièces de monnaie lancées par les visiteurs. Une classe de Paris a relevé le défi. Les pièces récoltées (80 frs) ont été remis à la fondation Digger qui construit des robots pour le déminage.
Cette édition a vu l'apparition d'un nouveau concept : "le spectacle". Ce type d'animation a été spécialement créé pour accueillir le robot ASIMO de Honda. Les visiteurs pouvaient s'inscrire et ainsi venir voir les représentations du robot.
Environ 14 000 visiteurs ont fait le déplacement sur les deux jours. Il y avait 4 présentations, 3 spectacles, 25 stands d'exposition et 13 ateliers.
2011Le festival revient à l'idée d'une seule journée. À la suite de très mauvaises audiences aux présentations, le concept est abandonné. L'équipe d'organisation décide de se concentrer plutôt sur les spectacles, notamment en invitant une "guest star". La guest star était le robot iCub, robot humanoïde de la taille d'un enfant. Un groupe de "robot band" (dirigé par l'équipe RozzoBianca) avait aussi été invité et il y a eu un concours de robots Mindstorms.
La grande nouveauté de cette quatrième édition était la distribution gratuite (si les visiteurs s'étaient inscrits sur le site web de l'événement) d'un petit objet robotisé, « superpattt », ainsi 5 000 superpattt ont été distribués pendant la manifestation.
13 000 visiteurs ont participé à cette journée. Il y avait 3 spectacles, 28 stands d'exposition et 21 ateliers.